# Kristalina Georgieva
Kristalina Ivanova Georgieva-Kinova (bugarski: Кристалина Иванова Георгиева-Кинова, Sofija, 13. kolovoza 1953.), bugarska ekonomistica i političarka.
Nakon što je 2014. godine postala europskom povjerenicom za proračun i ljudske resurse i potpredsjednicom Europske komisije.
Europska povjerenica za proračun i ljudske resurse, slijedom čega je članica Europske komisije.
, postala je šeficom Svjetske banke (2017.) i Međunarodnog monetarnog fonda (2019.).
Diplomirala je ekonomiju na Sveučilištu za nacionalnu i svjetsku ekonomiju u Sofiji.
Od 1993. do 2010. radila je više poslova u Svjetskoj banci, na kraju je postala njena potpredsjednica i korporativna tajnica u ožujku 2008. Također je radila i na Sveučilištu za nacionalnu i svjetsku ekonomiju.
Kao priznanje za svoj rad a posebno zbog rukovođenja humanitarnom pomoći potresima katastrofalno pogođenim Haitiju i Pakistanu dobila je nagrade "Europljanka 2010. godine" i "Europski povjerenik godine".
Od veljače 2010. pa do studenog 2014. obnašala je dužnost Europske povjerenice za međunarodnu suradnju, humanitarnu pomoć i odgovore na krizne situacije.
Predsjednik Europske komisije Jean-Claude Juncker, dodijelio joj je dužnost Europske povjerenice za proračun i ljudske resurse na koju je došla 1. studenog 2014. U svom trenutnom poslu zadužena je za izvještavanje Europskog parlamenta, Vijeća i Europskog revizorskog suda o tome kako se troši proračun Europske unije. 

## Vanjske poveznice
- Kristalina Georgieva službena galerija slika
- Kristalina Georgieva na internet stranici Svjetske banke  Arhivirana inačica izvorne stranice od 11. studenoga 2011. (Wayback Machine)
- Službeni Facebook profil
- Službeni blog  Arhivirana inačica izvorne stranice od 14. studenoga 2010. (Wayback Machine)